# Diabrotica fenestralis
Diabrotica fenestralis es una especie de insecto coleóptero de la familia Chrysomelidae. Fue descrita científicamente en 1879 por Jacoby.